# Numerazione abjad
La numerazione abjad è un sistema di numerazione decimale utilizzato nel mondo arabo prima dell'introduzione dei numeri indo-arabici (con le cifre da 0 a 9). In tale sistema di numerazione ad ognuna delle 28 lettere dell'alfabeto arabo veniva dato un valore numerico in base al loro ordine nello stesso. È importante ricordare che l'attuale ordine delle lettere dell'alfabeto secondo la loro forma non rispecchia quello storico, su cui si basa questa numerazione. La stessa dicitura abjad è l'acronimo delle prime lettere dell'alfabeto arabo storico.
Il sistema di numerazione abjad tiene conto della posizione di una lettera nella sequenza alfabetica e ne assegna un valore in base ad esso: le prime nove lettere rappresentano i valori unitari dall'1 al 9, poi i valori delle decine (da 10 a 90), poi le centinaia (da 100 a 900) ed infine, l'ultima lettera, le migliaia (1000).

## Ordine abjad
La numerazione abjad prende origine dall'alfabeto fenicio e, come in tutti gli alfabeti derivanti da esso (greco, cirillico, copto, ebraico, aramaico), le lettere assumono il doppio valore di descrizione di un fono e di un numero.
Nel corso della sua storia, tuttavia, questo alfabeto ha subito diverse modifiche (come l'aggiunta di punti per distinguere le diverse lettere, il cambiamento di valore di alcune lettere, il cambiamento della disposizione delle lettere stesse), che tuttavia non sono state uguali dappertutto: in particolare si possono riconoscere due diverse versioni dell'alfabeto abjad: una orientale ed una occidentale (che tuttavia è confinata nel solo Maghreb).
La sequenza più comune dell'alfabeto abjad (la sua versione orientale) è la seguente (naturalmente da destra verso sinistra):
- أ ب ج د ﻫ و ز ح ط ي ك ل م ن س ع ف ص ق ر ش ت ث خ ذ ض ظ غ

Comunemente questa sequenza è vocalizzata come segue:
- ʼabǧad hawwaz ḥuṭṭī kalaman saʻfaṣ qarašat ṯaḫaḏ ḍaẓaġ.

Un'altra vocalizzazione è:
- ʼabuǧadin hawazin ḥuṭiya kalman saʻfaṣ qurišat ṯaḫuḏ ḍaẓuġ

La versione occidentale, probabilmente più antica, ha la seguente sequenza:
- أ ب ج د ﻫ و ز ح ط ي ك ل م ن ص ع ف ض ق ر س ت ث خ ذ ظ غ ش

Che è vocalizzata come segue:
- ʼabuǧadin hawazin ḥuṭiya kalman ṣaʻfaḍ qurisat ṯaḫuḏ ẓaġuš

Attualmente questo ordine è inutilizzato, e si preferisce usare una sequenza che tenga conto della forma delle lettere:
- أ ب ت ث ج ح خ د ذ ر زس ش ص ض ط ظ ع غ ف ق ك ل م ن ه و ي

## Usi del sistema numerico abjad
Nel passato tale sistema numerico veniva utilizzato dai matematici, ma attualmente è utilizzato esclusivamente per numerare piccole quantità, come una lista di voci. È utilizzato anche per dare un valore numerico simbolico alle parole arabe nell'ambito della numerologia.
Ad esempio la basmala (la comune formula scritta in lingua araba, con la quale iniziano tutte le sure del Corano, eccetto la IX), e cioè بسم الله الرحمن الرحيم (Bi-smi 'llāhi al-Rahmāni al-Rahīmi, In nome di Dio, il Clemente, il Misericordioso) avrebbe un valore di 786 (2+60+40 + 1+30+30+5 + 1+30+200+8+40+50 + 1+30+200+8+10+40), mentre la sola parola Allah (Dio) ha valore 66.

## Valore delle lettere

### Versione orientale
| ʾalif ا | 1 | yāʾ ي  | 10 | qāf ق  | 100  |
| bāʾ ب   | 2 | kāf ك  | 20 | rāʾ ر  | 200  |
| ǧīm ج   | 3 | lām ل  | 30 | šīn ش  | 300  |
| dāl د   | 4 | mīm م  | 40 | tāʾ ت  | 400  |
| hāʾ ه   | 5 | nūn ن  | 50 | ṯāʼ ث  | 500  |
| wāw و   | 6 | sīn س  | 60 | ḫāʾ خ  | 600  |
| zāī ز   | 7 | ʿayn ع | 70 | ḏāl ذ  | 700  |
| ḥāʾ ح   | 8 | fāʾ ف  | 80 | ḍād ض  | 800  |
| ṭāʾ ط   | 9 | ṣād ص  | 90 | ẓāʾ ظ  | 900  |
|         |   |        |    | ġayn غ | 1000 |

### Versione occidentale
| ʾalif ا | 1 | yāʾ ي  | 10 | qāf ق  | 100  |
| bāʾ ب   | 2 | kāf ك  | 20 | rāʾ ر  | 200  |
| ǧīm ج   | 3 | lām ل  | 30 | sīn س  | 300  |
| dāl د   | 4 | mīm م  | 40 | tāʾ ت  | 400  |
| hāʾ ه   | 5 | nūn ن  | 50 | ṯāʼ ث  | 500  |
| wāw و   | 6 | ṣād ص  | 60 | ḫāʾ خ  | 600  |
| zāī ز   | 7 | ʿayn ع | 70 | ḏāl ذ  | 700  |
| ḥāʾ ح   | 8 | fāʾ ف  | 80 | ẓāʾ ظ  | 800  |
| ṭāʾ ط   | 9 | ḍād ض  | 90 | ġayn غ | 900  |
|         |   |        |    | šīn ش  | 1000 |